# Zunge (Album)
Zunge ist das erste Soloalbum des deutschen Metalsängers Till Lindemann aus dem Jahr 2023.

## Geschichte
Kurze Zeit nach der Bekanntgabe, dass Peter Tägtgren nicht mehr Teil der Band Lindemann sei, gab Lindemann bekannt, dass er als Solokünstler das Projekt fortsetzen werde. Nachdem zunächst einige Singles und Gastbeiträge erschienen waren, die nicht Teil des Albums sind, erschien mit Zunge die erste Singleauskopplung, samt Musikvideo, am 8. September 2023. Wenige Tage später wurde für den 3. November 2023 das Studioalbum mit gleichem Namen angekündigt. Am 29. September 2023 wurden die drei Singles Nass, Schweiß und Lecker ausgekoppelt. Unter dem Namen NSL erschien am 29. September 2023 auf YouTube für alle drei Singles ein gut 18-minütiges gemeinsames Musikvideo. Am 27. Oktober 2023 wurde mit Sport frei die letzte Single vor Albumveröffentlichung ausgekoppelt. Am selben Tag erschien das dazugehörige Musikvideo auf YouTube.

## Veröffentlichung und Promotion
Die Erstveröffentlichung von Zunge erfolgte am 3. November 2023 auf CD sowie als Download und Streaming im Selbstverlag. Am 8. November 2023 startete die Tour.

## Artwork
Auf dem Albumcover ist Sänger Till Lindemann mit schwer entstelltem Gesicht, erinnernd an einen Zombie, abgebildet. In der oberen linken Ecke prangt sein Vorname vertikal in roter Schrift neben seinem Nachnamen, der waagerecht und in weißer Schrift abgebildet ist. Der Titel Zunge befindet sich ganz unten mittig.

## Titelliste
| Nr.          | Titel                | Text           | Musik          | Produktion                      | Länge |
| ------------ | -------------------- | -------------- | -------------- | ------------------------------- | ----- |
| 1.           | Zunge                | Till Lindemann | Daniel Karelly | Daniel Karelly                  | 4:36  |
| 2.           | Sport frei           | Till Lindemann | Sky van Hoff   | Sky van Hoff                    | 4:13  |
| 3.           | Altes Fleisch        | Till Lindemann | Sky van Hoff   | Sky van Hoff                    | 4:25  |
| 4.           | Übers Meer           | Till Lindemann | Till Lindemann | Lois Cass, Olsen Involtini      | 3:19  |
| 5.           | Du hast kein Herz    | Till Lindemann | Sky van Hoff   | Sky van Hoff                    | 3:53  |
| 6.           | Tanzlehrerin         | Till Lindemann | Sky van Hoff   | Sky van Hoff                    | 4:22  |
| 7.           | Ich hasse Kinder     | Till Lindemann | Sky van Hoff   | Sky van Hoff, Till Lindemann    | 3:52  |
| 8.           | Nass                 | Till Lindemann | Daniel Karelly | Daniel Karelly                  | 3:53  |
| 9.           | Alles für die Kinder | Till Lindemann | Clemens Wijers | Clemens Wijers                  | 3:50  |
| 10.          | Schweiß              | Till Lindemann | Sky van Hoff   | Sky van Hoff                    | 4:01  |
| 11.          | Lecker               | Till Lindemann | Daniel Karelly | Daniel Karelly                  | 3:31  |
| 12.          | Selbst verliebt      | Till Lindemann | Daniel Karelly | Daniel Karelly, Olsen Involtini | 6:29  |
| Gesamtlänge: | Gesamtlänge:         | Gesamtlänge:   | Gesamtlänge:   | Gesamtlänge:                    | 50:25 |

Hinweise:
- Bei Streaming- und Downloadversionen fehlt der Titel 'Ich hasse Kinder', der bereits 2021 als Single veröffentlicht wurde.
- Der Albumabschluss 'Selbst verliebt' enthält nach einer Pause einen hidden track.

## Rezeption

### Rezensionen
Peter Huth für Die Welt behauptet zynisch, dass er das „neue Album von Till Lindemann“ möge, und verglich es mit Schlagermusik. Der Rolling Stone gibt an, dass gerade die an Schlager erinnernden Lieder bei den Fans ankämen.
Katrin Riedl schreibt für Metal Hammer: „Wer Lindemanns bisherigen Werken (zumindest teilweise) etwas abgewinnen kann und dazu in der Lage ist, den Tumult der letzten Monate auszublenden, wird an (Teilen von) ZUNGE Gefallen finden“. Allerdings kritisiert die Autorin die kurze Zeit zwischen Anschuldigungen von Frauen und Release des Albums samt Tour.
Phil Göbel für den Stern spricht von einem „abgehalfterten Horrorclown“, der „belangloses Tabuwort-Bingo“ spiele. Er behauptet, auf das Album könne man entweder nur mit „Humor oder Mitleid“ reagieren. Er spricht davon, dass im „Vergleich zu den vorangegangenen Alben von Lindemann“ Zunge „eindimensionaler“ wirkte. Dies begründet Göbel mit dem Abgang Peter Tägtgrens. Er nennt die Musik „Bierplauzen-Rock“ und befindet, dass zumindest der letzte Song auf dem Album, Selbst verliebt, „für ein Schmunzeln und einen versöhnlichen Abschluss der Platte“ sorge.
Dennis Rieger gibt in seiner Album-Review für laut.de als Einleitung an, dass aufgrund der Vorwürfe eine „lapidare Trennung zwischen Privatmensch Lindemann und lyrischem Ich“ nicht mehr vollständig vollzogen werde könne. Als Fazit schreibt Rieger, dass das Album „ein in jeder Hinsicht durchschnittliches Lindemann-Album“ sei. „Es wäre mehr möglich gewesen, aber der Rammstein-Sänger scheint sich musikalisch und lyrisch in seinem eigenen Klischeekäfig weiterhin wohlzufühlen.“

### Chartplatzierungen
| ChartsChartplatzierungen | Höchstplatzierung | Wochen |
| ------------------------ | ----------------- | ------ |
| Deutschland (GfK)        | 2 (6 Wo.)         | 6      |
| Österreich (Ö3)          | 10 (2 Wo.)        | 2      |
| Schweiz (IFPI)           | 18 (2 Wo.)        | 2      |

| ChartsJahrescharts (2023) | Platzierung |
| ------------------------- | ----------- |
| Deutschland (GfK)         | 66          |